# Little Italy (Toronto)
Pour les articles homonymes, voir Little Italy.
 (janvier 2025).
Si vous disposez d'ouvrages ou d'articles de référence ou si vous connaissez des sites web de qualité traitant du thème abordé ici, merci de compléter l'article en donnant les références utiles à sa vérifiabilité et en les liant à la section « Notes et références ».
Little Italy, également connu sous les noms College Street West et Latintown, est un quartier de la ville de Toronto, au Canada. Historiquement marqué par une forte concentration d'immigrants italiens, sa population s'est diversifiée après la Seconde Guerre mondiale, et comprend aujourd'hui une part significative de portugais et de latino-américains. Le quartier possède cependant de nombreux commerces et restaurants italiens.